# 塞族共和国铁路
塞族共和国铁路（羅馬化：Željeznice Republike Srpske），簡稱ŽRS，是塞族共和国的铁路公司。塞族共和国铁路是波斯尼亚和黑塞哥维那的两家铁路公司之一，另一家公司是波斯尼亚和黑塞哥维那联邦的ŽFBH。塞族共和国铁路运营424公里的铁路。

## 图片

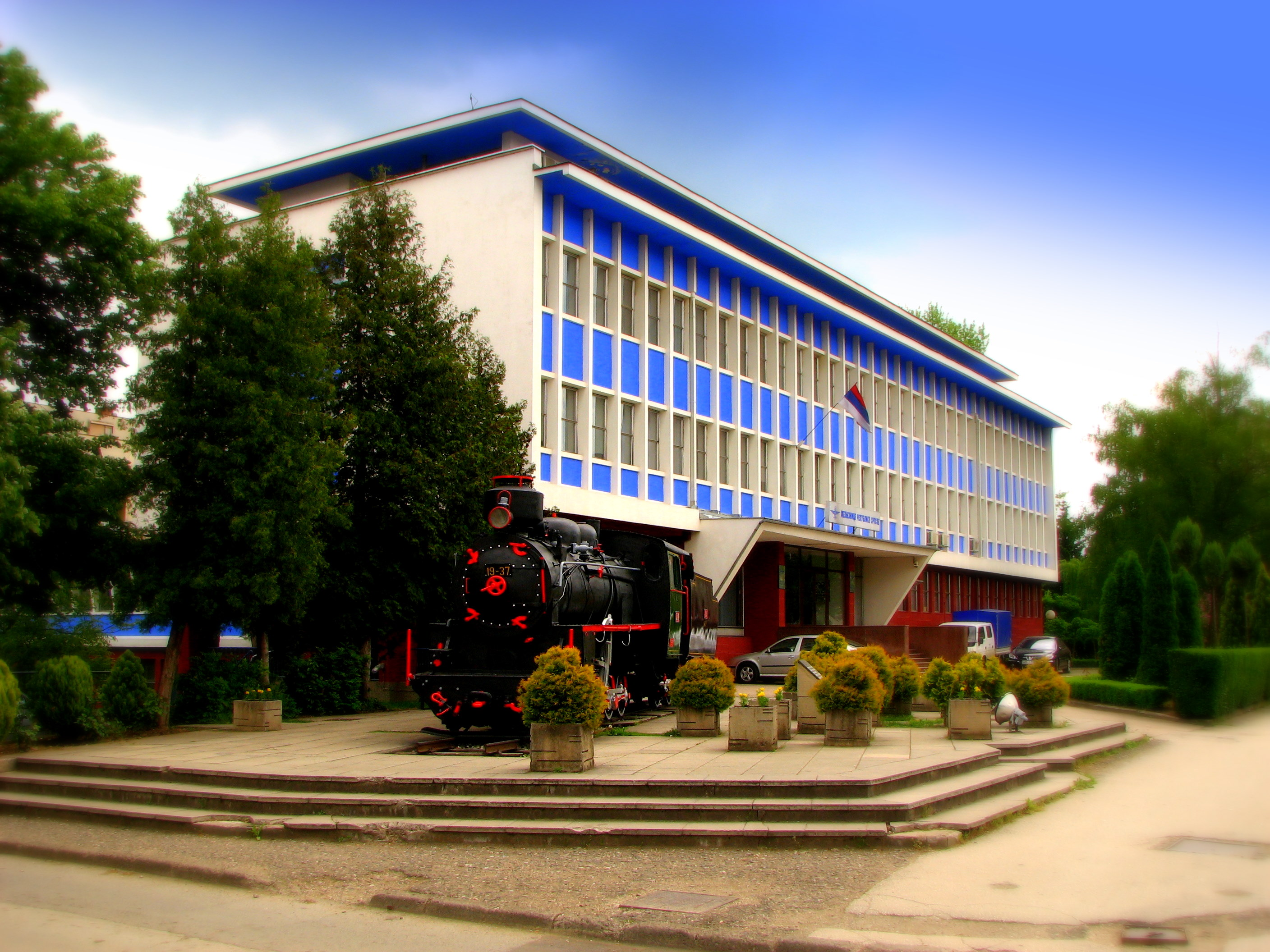
总部
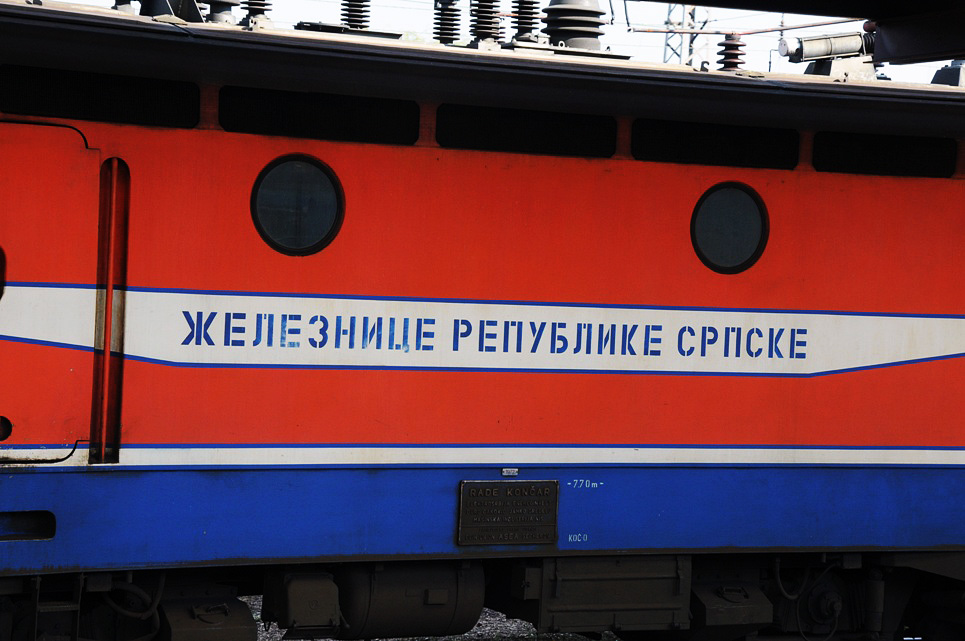
441型列车上的公司标识
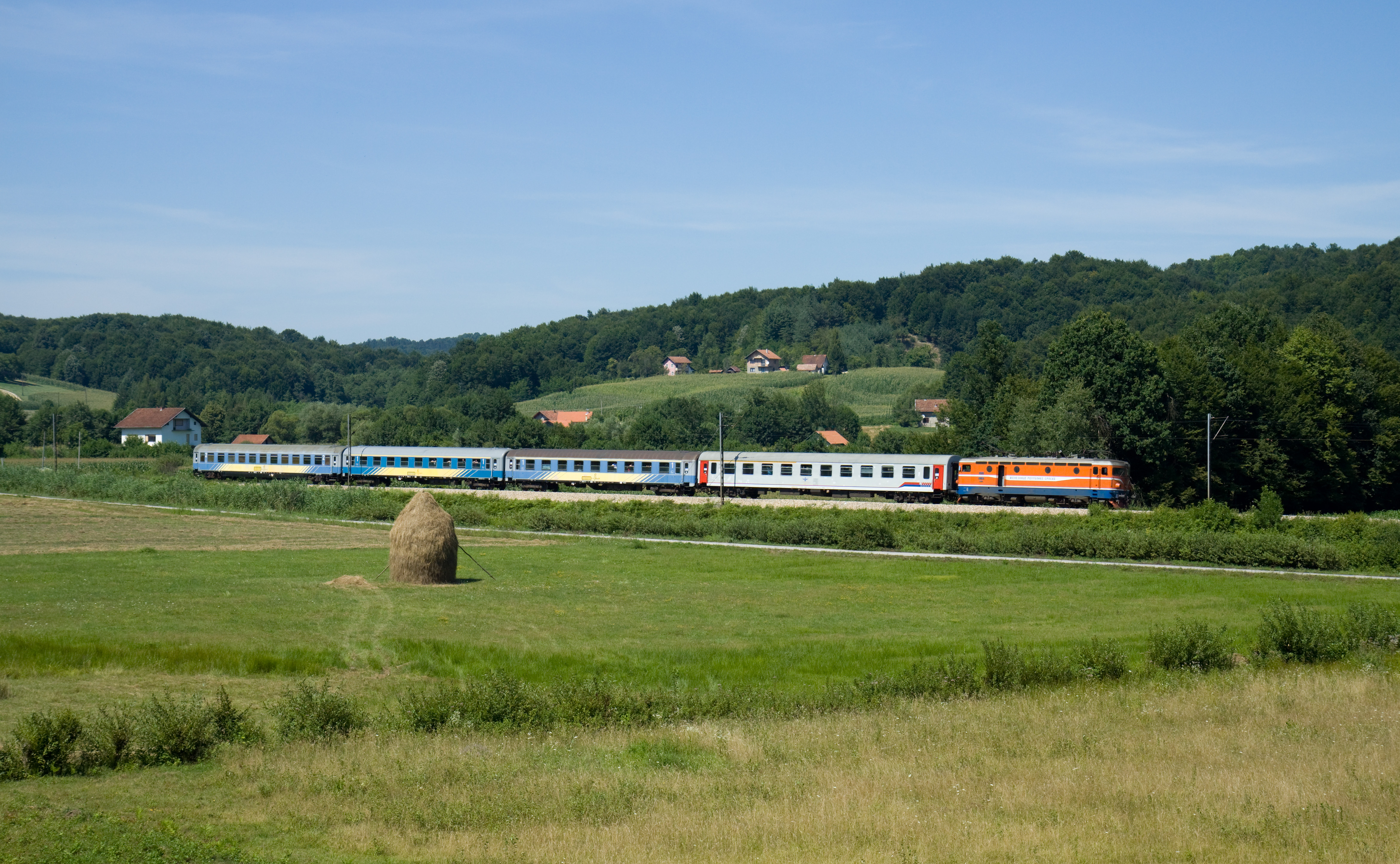
441型列车
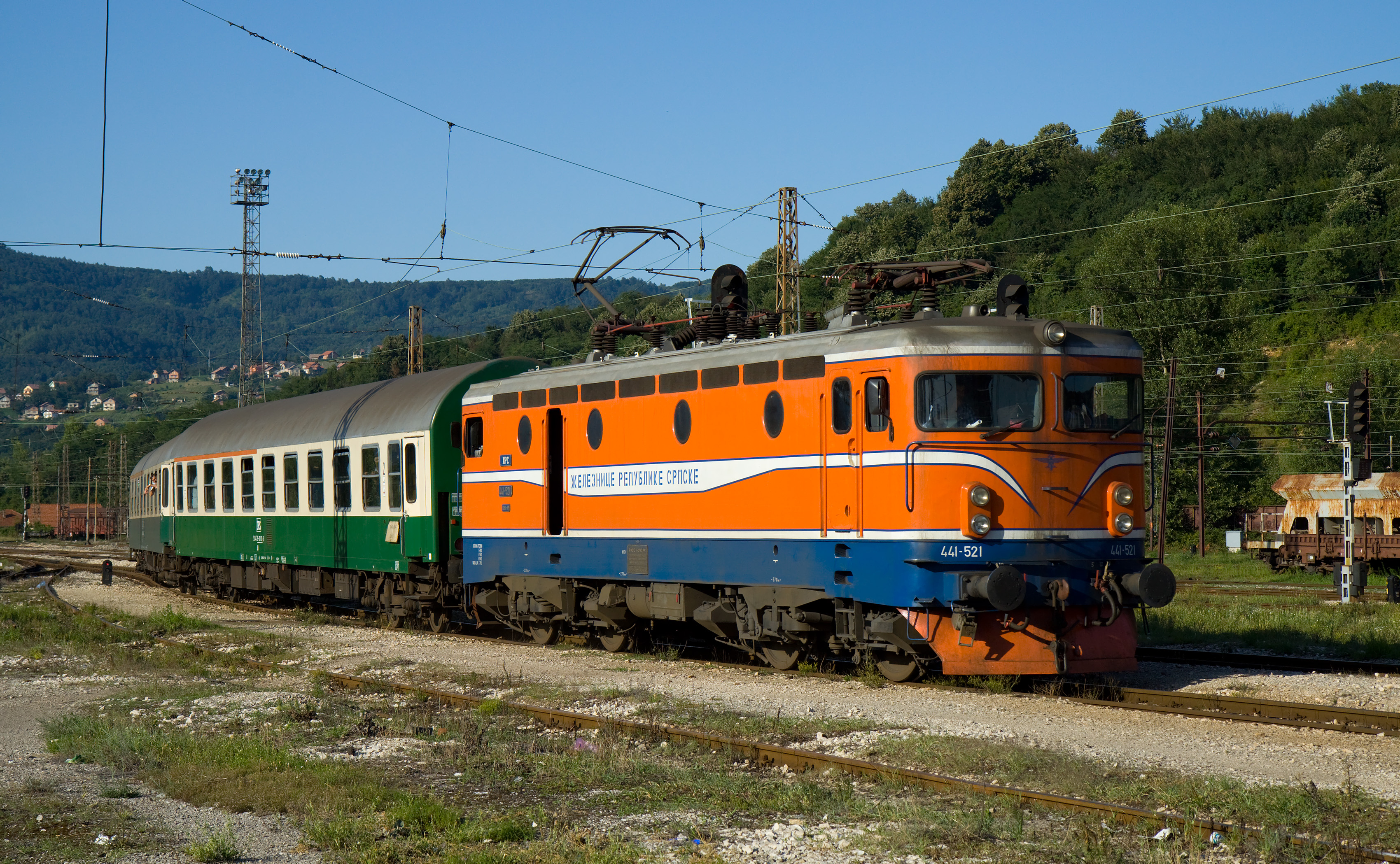
441型列车
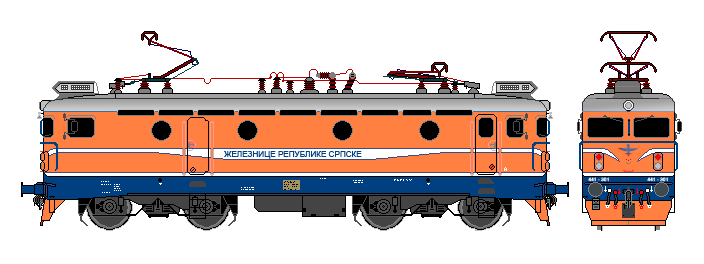
441型列车图像

## 链接
- （塞爾維亞文） ŽRS官方网站 （页面存档备份，存于）
- Rail map of Croatia, Slovenia and Bosnia-Herzegovina （页面存档备份，存于）